# Maria Pia de Bourbon-Două Sicilii
Maria Pia a celor Două Sicilii (2 august 1849–29 septembrie 1882]) a fost prințesă de Bourbon-Două Sicilii și Ducesă de Parma ca soție a lui Robert I, Duce de Parma. Maria Pia a fost fiica regelui Ferdinand al II-lea al Celor Două Sicilii și a celei de-a doua soții, Maria Theresa de Austria. Maria Pia a fost obligată să plece în exil împreună cu restul familiei după unificarea Italiei în 1861.

## Căsătorie și copii
La 5 aprilie 1869, la Roma, Maria Pia s-a căsătorit cu Robert I, Duce de Parma. Împreună au avut 12 copii din care 6 retardați mintal. 
Maria Pia a murit la nașterea celui de-al 12-lea copil, la  Villa Borbone în apropiere de Viareggio la 29 septembrie 1882 la vârsta de 33 de ani. După decesul ei, Robert I s-a recăsătorit în 1884 cu Maria Antonia a Portugaliei, fiica regelui detronat Miguel I al Portugaliei și a Adelaidei de Löwenstein-Wertheim-Rosenberg; împreună au avut 12 copii.
- Prințesa Maria Louise (17 ianuarie 1870 - 31 ianuarie 1899), căsătorită cu Ferdinand I al Bulgariei; a avut copii.
- Prințul Ferdinando (5 martie 1871 - 14 aprilie 1871)
- Prințesa Luisa Maria (24 martie 1872 - 22 iunie 1943)
- Prințul Henri (Principe Enrico) (13 iunie 1873 - 16 noiembrie 1939)
- Prințesa Maria Immacolata (21 iulie 1874 - 16 mai 1914)
- Prințul Joseph (Principe Giuseppe) (30 iunie 1875 - 7 ianuarie 1950)
- Prințesa Maria Teresa (15 octombrie 1876 - 25 ianuarie 1959)
- Prințesa Maria Pia (9 octombrie 1877 - 29 ianuarie 1915)
- Prințesa Beatrice (9 ianuarie 1879 - 11 martie 1946), căsătorită cu Pietro Lucchesi-Palli (un nepot al prințesei Caroline de Neapole și Sicilia și al celui de-al doilea soț al ei); a avut copii.
- Prințul Elias (Principe Elia) (23 iulie 1880 - 27 iunie 1959), șeful familiei ducale de Parma (1950–1959). Căsătorit cu Arhiducesa Maria Anna de Austria, a avut copii.
- Prințesa Maria Anastasia (25 august 1881 - 7 septembrie 1881)
- Prințul Augusto (sau Prințesa Augusta) (22 septembrie 1882 - 22 septembrie 1882) - Maria Pia a murit dând naștere acestui copil.